# Maish Vaya, Arizona
Maish Vaya je naseljeno područje za statističke svrhe u američkoj saveznoj državi Arizona. Prema popisu stanovništva iz 2010. u njemu je živjelo 158 stanovnika.